# مارگائو
مارگائو (به انگلیسی: Margao) پایتخت تجاری ایالت گوا در هند است که دومین شهر پرجمعیت ایالت پس از واسکو است. مارگائو ۱۶٫۱۰ کیلومتر مربع مساحت و ۸۷٬۶۵۰ نفر جمعیت دارد و ۱۰ متر بالاتر از سطح دریا واقع شده‌است.